# Thira (cratera)
Thira é uma cratera de impacto em Marte. Ela se localiza dentro da cratera Gusev, que é muito maior. Seu nome vem da cidade de Fira, na ilha de Santorini, Grécia.
Thira fica a aproximadamente 20km leste do local de pouso do veículo Spirit, da NASA. O anel circundante da cratera pode ser visto no horizonte em fotos tiradas pela Spirit.